# Route nationale 685
Pour les articles homonymes, voir Route nationale 685 (homonymie).
La route nationale 685, ou RN 685, est une ancienne route nationale française reliant Aigueperse à Riom via Saint-Myon et Châtel-Guyon.

## Histoire
Une loi du 16 avril 1930 autorise le classement de 40 000 km de chemins départementaux et communaux dans le domaine routier national. L'itinéraire de Vichy à Rochefort-Montagne par Châtel-Guyon, Riom et Pontgibaud est constitué :
- entre Aigueperse et Saint-Myon, du chemin de grande communication (Gc) no 23 « entre la route nationale no 9 et le chemin d'intérêt commun no 15 » ;
- entre Saint-Myon et Beauregard-Vendon, du chemin d'intérêt commun (Ic) no 15 « entre le chemin de grande communication no 23 et la route nationale no 143 » ;
- du chemin d'intérêt commun (Ic) no 15 « entre la route nationale no 143 et le chemin d'intérêt commun no 17 » ;
- du chemin d'intérêt commun (Ic) no 17 « entre le chemin d'intérêt commun no 15 et le chemin d'intérêt commun no 78 ».

À sa création en 1933, la route nationale 685 est définie « d'Aigueperse à Riom par Chatelguyon ». L'itinéraire de Vichy à Aigueperse porte le numéro 684 tandis que celui de Riom à Rochefort-Montagne porte le numéro 686.
À la suite de la réforme de 1972, elle a été déclassée en RD 985.

## Tracé
- Aigueperse
- Bicon, commune d'Artonne
- Artonne
- Saint-Myon
- Beauregard-Vendon

La RN 685 faisait tronc commun avec la RN 143 (devenue RN 144, puis RD 2144) pour rejoindre Saint-Bonnet-près-Riom.
- Saint-Bonnet-près-Riom
- Châtel-Guyon
- Riom